# Municipio de Rubin
El municipio de Rubin (en inglés: Rubin Township) es un municipio ubicado en el condado de Nelson en el estado estadounidense de Dakota del Norte. En el año 2010 tenía una población de 38 habitantes y una densidad poblacional de 0,41 personas por km².

## Geografía
El municipio de Rubin se encuentra ubicado en las coordenadas 48°3′53″N 98°13′1″O / 48.06472, -98.21694. Según la Oficina del Censo de los Estados Unidos, el municipio tiene una superficie total de 93.5 km², de la cual 88,17 km² corresponden a tierra firme y (5,7 %) 5,33 km² es agua.

## Demografía
Según el censo de 2010, había 38 personas residiendo en el municipio de Rubin. La densidad de población era de 0,41 hab./km². De los 38 habitantes, el municipio de Rubin estaba compuesto por el 92,11 % blancos, el 7,89 % eran amerindios. Del total de la población el 7,89 % eran hispanos o latinos de cualquier raza.